# القرابيص
حي القرابيص هو حي يقع شمال مدينة حمص السورية. يقع الحي بالقرب من منطقة البساتين، ويعد هذا الحي عقدة مواصلات هامة في المدينة، وهو من الأحياء التي شهدت حراكاً شعبياً كبيراً مناهضاً لنظام بشار الأسد في الفترة 2011 وحتى الآن، وقد تعرض للكثير من القصف والتدمير نتيجة لذلك.